# محمد جوهر (سياسي)
محمد جوهر آل الشيخ أبي بكر بن سالم (بالفرنسية: Saïd Mohamed Djohar) (1918 – 2006 م) سياسي من جزر القمر. انتخب رئيسا لجمهورية القمر الاتحادية الإسلامية في الفترة (1989 - 1996). وقد قطعت فترة ولايته بسبب عملية انقلاب في الفترة (1995 - 1996). وفي عهده انضمت جزر القمر إلى جامعة الدول العربية.